# Campanulacee
Familia campanulacee (Campanulaceae) (sau familia clopoțeilor) (ordinul Asterales) conține aproximativ 2000 de specii (în 70 genuri) de plante erbacee, arbuști, arbori și rareori mici seve lăptoase netoxice.

## Descriere
Sunt plante erbacee, uneori cu vase laticifere. Frunzele sunt simple, alterne, rareori opuse sau verticilate. 
Florile sunt actinomorfe, pentamere, cu corola campanulată, de obicei de culoare albastră. Florile sunt solitare sau în raceme simple.
Fructul este o capsulă dehiscentă prin valve și pori, mai ras baciform.

## Specii din România
Flora României conține 43 de specii aparținând la 10 de genuri:
- Adenophora
  - Adenophora liliifolia
- Asyneuma
  - Asyneuma anthericoides
  - Asyneuma canescens
- Campanula – Clopoței
  - Campanula abietina – Clopoței
  - Campanula alpina – Clopoței de munte
  - Campanula bononiensis – Clopoței
  - Campanula carpatica – Cădelniță, Cădelnița carpatină
  - Campanula cervicaria – Clopoței
  - Campanula cochleariifolia – Clopoței
  - Campanula crassipes – Clopoței
  - Campanula glomerata – Ciucure
  - Campanula grossekii – Clopoței
  - Campanula latifolia – Clopoței
  - Campanula lingulata – Clopoței
  - Campanula macrostachya – Clopoței
  - Campanula medium – Clopoțel de grădină
  - Campanula moravica – Clopoței
  - Campanula patula – Clopoței
  - Campanula persicifolia – Clopoței
  - Campanula rapunculoides – Clopoței
  - Campanula rapunculus – Clopoței
  - Campanula romanica – Clopoțel dobrogean
  - Campanula rotundifolia – Clopoței
  - Campanula serrata – Clopoței
  - Campanula sibirica – Clopoței
  - Campanula sparsa – Clopoței
  - Campanula trachelium – Clopotul caprei, Clopoței cu frunze de urzică
  - Campanula transsilvanica – Clopoțel transilvănean
- Edraianthus
  - Edraianthus graminifolius
- Jasione
  - Jasione heldreichii
  - Jasione jankae
  - Jasione montana
  - Jasione orbiculata
- Legousia
  - Legousia hybrida
  - Legousia speculum-veneris – Floarea Sfintei Vineri
- Lobelia
  - Lobelia erinus – Lobelie
- Phyteuma
  - Phyteuma confusum
  - Phyteuma orbiculare – Bănică, Schinuță
  - Phyteuma spicatum – Cărbuni
  - Phyteuma tetramerum – Pușca dracului
  - Phyteuma vagneri – Cărbuni
- Platycodon
  - Platycodon grandiflorum
- Symphyandra
  - Symphyandra wanneri

## Specii din Republica Moldova
Flora Republicii Moldova conține 16 de specii aparținând la 3 de genuri:
- Adenophora liliifolia - Zurgălău obișnuit
- Asyneuma canescens - Împărăteasă căruntă, Împărăteasă canescentă.
- Campanula bononiensis -  Clopoțel bononian
- Campanula cervicaria -  Clopoțelul cerbului
- Campanula elatior -  Clopoțel înalt
- Campanula farinosa -  Clopoțel farinoz
- Campanula glomerata -  Clopoțel glomerat
- Campanula macrostachya -  Clopoțel macrospicat
- Campanula medium -  Clopoțel mediu
- Campanula patula -  Clopoțel patulat
- Campanula persicifolia -  Clopoțel persicifoliu
- Campanula rapunculoides -  Clopoțel obișnuit
- Campanula rapunculus -  Clopoțel rapunculat
- Campanula rotundifolia -  Clopoțel rotundifoliu
- Campanula sibirica -  Clopoțel siberian
- Campanula trachelium -  Clopoțelul caprei

## Subfamilii și genuri
Campanuloideae
- Adenophora
- Astrocodon
- Asyneuma
- Azorina
- Berenice
- Campanula
- Canarina
- Codonopsis
- Craterocapsa
- Cryptocodon
- Cyananthus
- Cylindrocarpa
- Echinocodon
- Edraianthus
- Feeria
- Gadellia
- Githopsis
- Gunillaea
- Hanabusaya
- Heterochaenia
- Heterocodon
- Homocodon
- Jasione
- Legousia
- Leptocodon
- Lightfootia
- Merciera
- Michauxia
- Microcodon
- Musschia
- Namacodon
- Nesocodon
- Numaeacampa
- Ostrowskia
- Peracarpa
- Petromarula
- Physoplexis
- Phyteuma
- Platycodon
- Popoviocodonia
- Prismatocarpus
- Rhigiophyllum
- Roella
- Rollandia
- Sergia
- Siphocodon
- Symphyandra
- Theilera
- Trachelium
- Treichelia
- Triodanis
- Wahlenbergia
- Zeugandra

Lobelioideae
- Apetahia
- Brighamia
- Burmeistera
- Centropogon
- Clermontia
- Cyanea
- Delissea
- Dialypetalum
- Diastatea
- Dielsantha
- Downingia
- Grammatotheca
- Heterotoma
- Hippobroma
- Howellia
- Hypsela
- Isotoma
- Laurentia
= Isotoma, Solenopsis, Hippobroma
- Legenere
- Lobelia
- Lysipomia
- Monopsis
- Palmerella
- Porterella
- Pratia
- Ruthiella
- Sclerotheca
- Siphocampylus
- Solenopsis
- Trematocarpus
- Trematolobelia
- Trimeris
- Unigenes

Cyphioideae
- Cyphia
- Cyphocarpus
- Nemacladus — Threadplant
- Parishella
- Pseudonemacladus

## Imagini

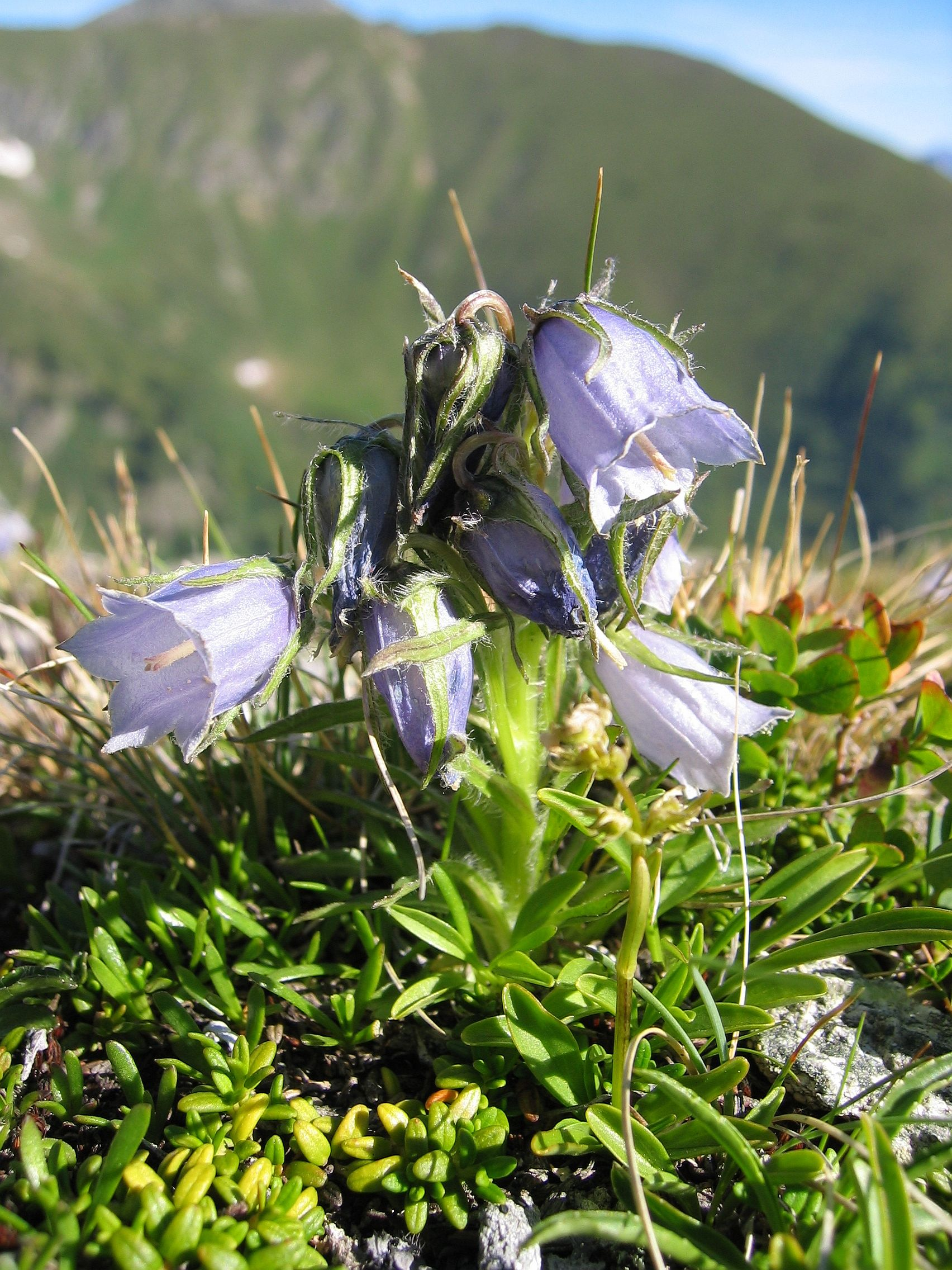
Campanula alpina
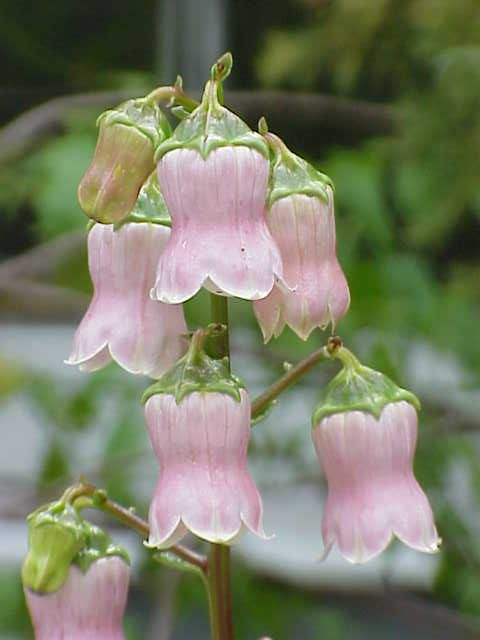
Azorina vidalii
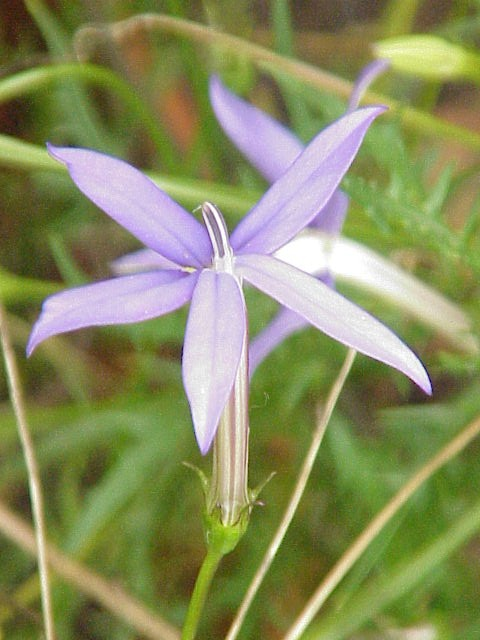
Isotoma axillaris
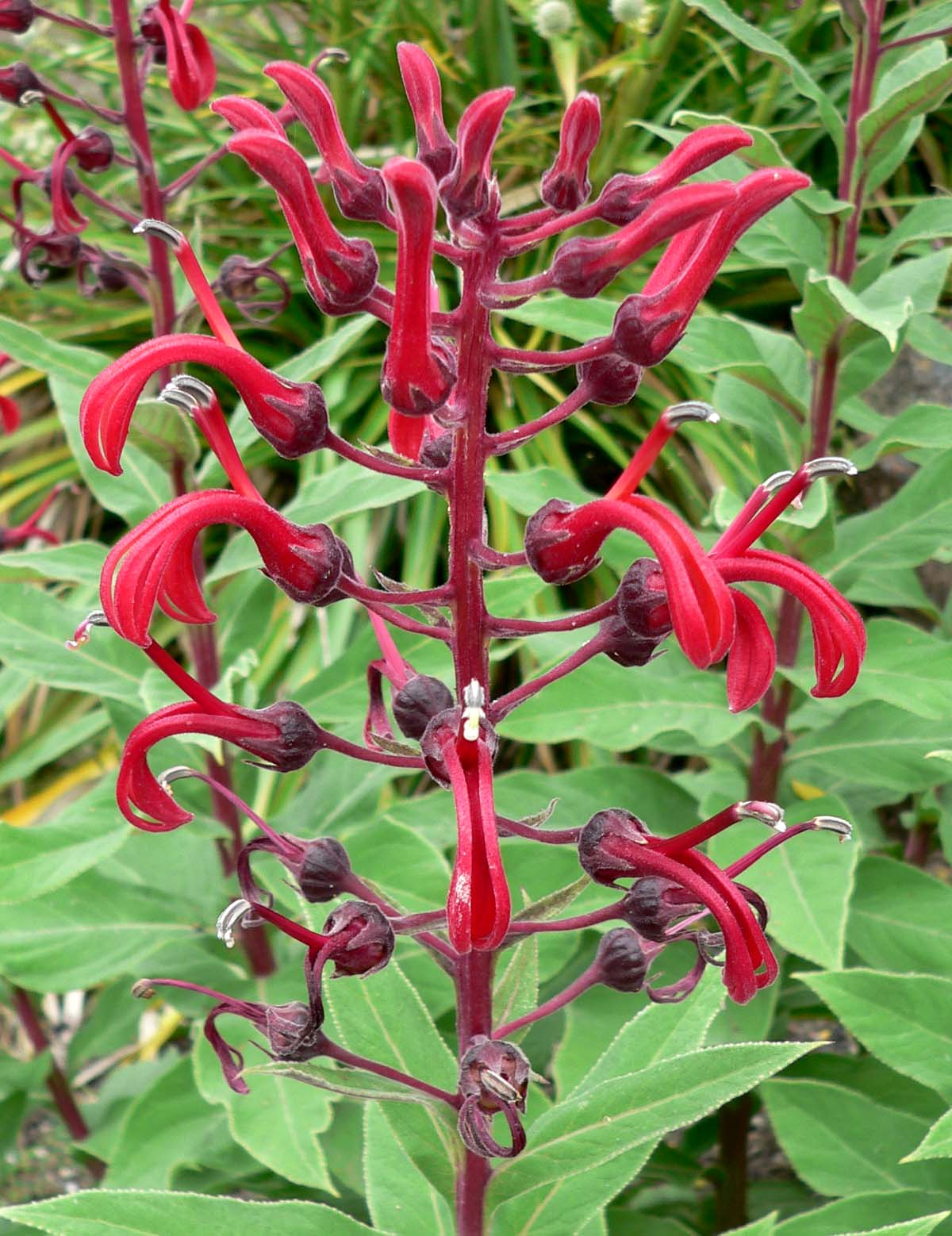
Lobelia tupa
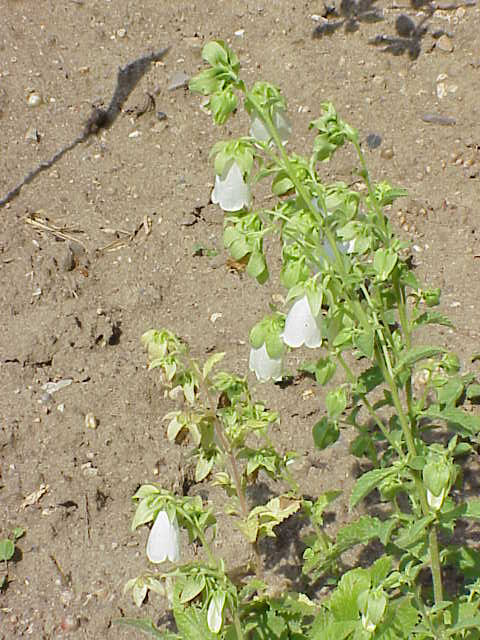
Symphyandra pendula
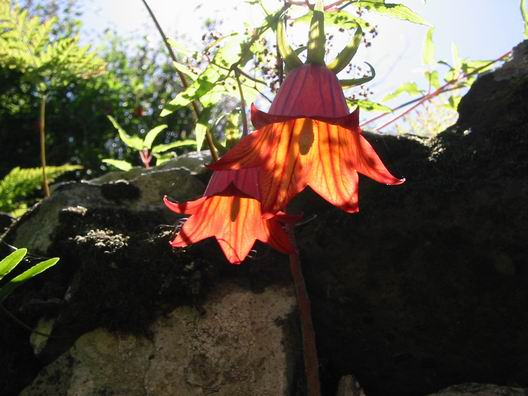
Canarina canariensis

## Exemple de plante
- Ciucure (Campanula glomerata)
- Clopoțel (Campanula napuligera)
- Clopoțel de munte (Campanula alpina, Campanula carpatica)
- Clopoțel pitic de stâncă (Campanula cochlearifolia)